# Ophiotholia mitrephora
Ophiotholia mitrephora is een slangster uit de familie Ophiacanthidae.
De wetenschappelijke naam van de soort werd in 1910 gepubliceerd door Hubert Lyman Clark.